# Acourtia
Acourtia – rodzaj roślin z rodziny astrowatych (Asteraceae). Obejmuje 65–83 gatunków występujących na obszarze od południowych Stanów Zjednoczonych po Amerykę Środkową.

## Systematyka
Pozycja według APweb (aktualizowany system APG III z 2009)
Najbardziej zróżnicowany rodzaj z podrodziny Mutisioideae w obrębie rodziny astrowatych (Asteraceae) z rzędu astrowców (Asterales) należącego do dwuliściennych właściwych.
Wykaz gatunków
| - Acourtia belizeana B.L.Turner - Acourtia bravohollisiana Rzed. - Acourtia butandae L.Cabrera - Acourtia caltepecana B.L.Turner - Acourtia carpholepis (Sch.Bip. ex A.Gray) Reveal & R.M.King - Acourtia carranzae L.Cabrera - Acourtia ciprianoi Panero & Villaseñor - Acourtia cordata (Cerv.) B.L.Turner - Acourtia coulteri (A.Gray) Reveal & R.M.King - Acourtia cuernavacana (B.L.Rob. & Greenm.) Reveal & R.M.King - Acourtia dieringeri L.Cabrera - Acourtia discolor Rzed. - Acourtia dissiticeps (Bacig.) Reveal & R.M.King - Acourtia dugesii (A.Gray) Reveal & R.M.King - Acourtia durangensis B.L.Turner - Acourtia elizabethiae Rzed. & Calderón - Acourtia erioloma (S.F.Blake) Reveal & R.M.King - Acourtia fragrans Rzed. - Acourtia fruticosa (La Llave & Lex.) B.L.Turner Accepted L TICA - Acourtia gentryi L.Cabrera - Acourtia glandulifera (D.L.Nash) B.L.Turner - Acourtia glomeriflora (A.Gray) Reveal & R.M.King - Acourtia gracilis L.Cabrera - Acourtia grandifolia (S.Watson) Reveal & R.M.King - Acourtia guatemalensis B.L.Turner - Acourtia hidalgoana B.L.Turner - Acourtia hintoniorum B.L.Turner - Acourtia hondurana B.L.Turner - Acourtia hooveri (McVaugh) Reveal & R.M.King - Acourtia huajuapana B.L.Turner - Acourtia humboldtii (Less.) B.L.Turner - Acourtia intermedia L.Cabrera - Acourtia joaquinensis L.Cabrera - Acourtia lepidopoda (B.L.Rob.) Reveal & R.M.King - Acourtia lobulata (Bacig.) Reveal & R.M.King - Acourtia longifolia (S.F.Blake) Reveal & R.M.King - Acourtia lozanii (Greenm.) Reveal & R.M.King - Acourtia macrocephala Sch.Bip. - Acourtia macvaughii B.L.Turner - Acourtia matudae Rzed. - Acourtia mexiae L.Cabrera - Acourtia michoacana (B.L.Rob.) Reveal & R.M.King | - Acourtia microcephala DC. - Acourtia moctezumae Rzed. & Calderón - Acourtia molinana B.L.Turner - Acourtia moschata DC. - Acourtia nana (A.Gray) Reveal & R.M.King - Acourtia nelsonii (B.L.Rob.) Reveal & R.M.King - Acourtia nudicaulis (A.Gray) B.L.Turner - Acourtia nudiuscula (B.L.Rob.) B.L.Turner - Acourtia oaxacana L.Cabrera - Acourtia ovatifolia L.Cabrera - Acourtia oxylepis (A.Gray) Reveal & R.M.King - Acourtia palmeri (S.Watson) Reveal & R.M.King - Acourtia parryi (A.Gray) Reveal & R.M.King - Acourtia patens (A.Gray) Reveal & R.M.King - Acourtia pilulosa (Bacig.) B.L.Turner - Acourtia pinetorum (Brandegee) Reveal & R.M.King - Acourtia platyphylla (A.Gray) Reveal & R.M.King - Acourtia platyptera (B.L.Rob.) Reveal & R.M.King - Acourtia potosina L.Cabrera - Acourtia pringlei (B.L.Rob. & Greenm.) Reveal & R.M.King - Acourtia pulchella L.Cabrera - Acourtia purpusii (Brandegee) Reveal & R.M.King - Acourtia queretarana B.L.Turner - Acourtia reticulata (Lag. ex D.Don) Reveal & R.M.King - Acourtia runcinata (Lag. ex D.Don) B.L.Turner - Acourtia rzedowskii B.L.Turner - Acourtia scapiformis (Bacig.) B.L.Turner - Acourtia scaposa (S.F.Blake) B.L.Turner - Acourtia simulata (S.F.Blake) Reveal & R.M.King - Acourtia sinaloana B.L.Turner - Acourtia souleana B.L.Turner - Acourtia tenoriensis B.L.Turner - Acourtia thurberi (A.Gray) Reveal & R.M.King - Acourtia tomentosa (Brandegee) Reveal & R.M.King - Acourtia turbinata (La Llave & Lex.) Reveal & R.M.King - Acourtia umbratalis (B.L.Rob. & Greenm.) B.L.Turner - Acourtia venturae L.Cabrera - Acourtia veracruzana B.L.Turner - Acourtia wislizeni (A.Gray) Reveal & R.M.King - Acourtia wrightii (A.Gray) Reveal & R.M.King - Acourtia zacatecana B.L.Turner |